# 洛福斯·温莱特
洛福斯·麥葛瑞格·溫萊特（英語：Rufus McGarrigle Wainwright，1973年7月22日—），曾獲葛萊美獎提名的加拿大裔美國創作歌手。他發表了五張原創音樂專輯，數張EP，與許多收錄於合輯與電影原聲帶中的歌曲。他是勞登·溫萊特（Loudon Wainwright III）與凱特·麥葛瑞格（Kate McGarrigle）之子，瑪莎·溫萊特（Martha Wainwright）的兄長，以及露西·溫萊特·蘿切（Lucy Wainwright Roche）的同父異母哥哥。

## 私人生活
溫萊特是一名已出櫃的男同性戀者。他於2012年8月與Jörn Weisbrodt結婚，兩人與里奥纳德·科恩的女兒Lorca Cohen一起有一個女兒。

## 專輯列表
- Rufus Wainwright（1998年，DreamWorks）
- Poses（2001年，DreamWorks）
- Want One（2003年，DreamWorks）
- Waiting for a Want（EP；2004年，DreamWorks）
- Want Two（2004年，DreamWorks/Geffen）
- Alright Already（2005年，DreamWorks/Geffen）
- Release the Stars（2007年，Geffen）
- Rufus Does Judy at Carnegie Hall（2007年）
- All Days Are Nights: Songs for Lulu (2010年)
- Out of the Game (2012年)
- Unfollow the Rules (2020年)

## 主要作品
- L'Âge des ténèbres（2007年）
- I´m your man（2005年）
- The Aviator（2004年）
- Heights（2004年）
- Tommy Tricker and the Stamp Traveller（1988年）

## 電影提名
- 1989年- Genie Awards, Best Original Song, "I'm A Runnin'"
- 1999年- Juno Award, Best Alternative Album, Rufus Wainwright
- 1999年- Oustanding Music Album, GLAAD Media Awards
- 1999年- Debut Album of the Year, Gay/Lesbian American Music Awards
- 2002年- Juno Award, Best Alternative Album, Poses

## 參註
1. ↑  Nudd, Tim; Boehm, Kristin. . 《人物》 (紐約). 2012-08-24  [2017-06-25]. （原始内容存档于2015-01-28）.
2. ↑  Michaels, Sean. . 《衛報》 (倫敦). 2011-02-21  [2017-06-25]. （原始内容存档于2020-12-15）.

## 外部連結
- （英文） 洛福斯·溫萊特官方網站 （页面存档备份，存于）